# António Borges Coutinho
António Eduardo Borges Coutinho de Medeiros GOL (Lisboa, 3 de Maio de 1923 — Lisboa, 3 de Fevereiro de 2011) foi um advogado e político, de origem micaelense.

## Biografia
António Borges Coutinho nasceu em Lisboa a 3 de Maio de 1923. Filho segundo do 3.º Marquês da Praia e Monforte.
Licenciou-se em Direito, pela Faculdade de Direito da Universidade de Coimbra, em 1948. Não esteve ligado à Oposição Democrática na sua juventude universitária.
Em 1950, fixou-se em São Miguel, sendo estagiário junto do advogado Carlos Bettencourt. A sua doutrinação política e ideológica foi influenciada sobretudo pelo socialismo de António Sérgio e o pensamento de Agostinho da Silva. Em circunstâncias difíceis, viria a ser o único membro da Comissão Distrital de apoio à candidatura presidencial do general Humberto Delgado, em 1958, obtendo 4,8% dos votos no distrito de Ponta Delgada.
Esteve preso em 1961, por tentar alertar a opinião pública para o verdadeiro significado do caso Santa Maria através de inscrições nas paredes. Passou a ser um membro de destaque da Oposição Democrática distrital, juntamente com Melo Antunes, sobretudo a partir da abertura marcelista, em 1969.
Integrou as listas da CDE para a Assembleia Nacional, pelo distrito de Ponta Delgada, em 1969, juntamente com Manuel Barbosa e João Silvestre Pacheco, obtendo-se então 22,2% dos votos, o segundo melhor resultado de uma candidatura oposicionista em todo o país. Foi novamente candidato em 1973, sendo a lista declarada inválida por uma alegada irregularidade, o que não teria impedido a sua anunciada desistência, à semelhança do verificado no resto do país.
Foi escolhido para ser o primeiro governador civil do Distrito Autónomo de Ponta Delgada, depois do 25 de Abril de 1974. Tomou posse em 21 de Agosto de 1974, mantendo como Secretário do Governo Civil o madeirense Augusto Branco Camacho, em funções desde 1950, apesar do seu passado político.
Em Janeiro de 1975, integrou o Grupo dos Onze, com elementos do PPD, PS e MDP/CDE, que elaborou um projecto de autonomia para os Açores, que previa a criação de uma Junta Regional dos Açores.
Depois de derrota clamorosa do MDP/CDE nas eleições para a Assembleia Constituinte, realizadas em 25 de Abril de 1975, colocou o seu lugar à disposição do ministro da Administração Interna, major António Arnão Metelo, que, no entanto, insistiu para que continuasse em funções, o que fez relutantemente.
Um dos seus principais objectivos, juntamente com o Presidente da Junta Geral, o faialense Eng.º Álvaro Soares de Melo, foi a aplicação de uma Lei do Arrendamento Rural mais justa, que protegesse os rendeiros das arbitrariedades dos grandes proprietários e terratenentes.
Coutinho defende em 1975 como solução para os Açores a implementação de medidas socialistas, de acordo com a orientação política do Governo de Vasco Gonçalves: a "aplicação urgente da Reforma Agrária", "adoção do preço único para todos os bens” e atribuir aos Açores, pelo menos no ano de 1975, "as receitas provenientes de 80 por cento do imposto de transação e do imposto indireto sobre o tabaco". Declara também que “se nada for feito, a breve trecho, a situação tornar-se-á irreversível e só a repressão poderá ser remédio". Como solução contra o fascismo-separatismo, sustenta que “Pelo menos, sejam iniciados urgentemente os estudos para a integração económica dos Açores no resto do país e de serem imediatamente tornados nacionais os preços dos adubos, do cimento, ferro, gás de consumo e rações
para animais. Reitero que o fator tempo de decisão é agora muito importante."
Esteve em funções até à manifestação de 6 de Junho de 1975, convocada pelos seus adversários políticos, muitos deles ligados ao regime deposto, alguns agora separatistas. Sentindo-se desautorizado pelo Governador Militar dos Açores, general Altino Pinto de Magalhães, quando estava a negociar com uma delegação de manifestantes, pediu a demissão publicamente.
A sua proposta de criação de uma Junta Regional dos Açores, seria seguida pelo Governo de Vasco Gonçalves, em Agosto de 1975.
Fixou residência em São João do Estoril, embora se tenha sempre mantido atento à política regional e nacional. Mesmo não sendo de formação marxista, filiou-se no PCP em 1978. Foi director do jornal de esquerda Farol das Ilhas, em Lisboa, de 1977 a 1979.
A 3 de Setembro de 2001 recebeu o grau de Grande-Oficial da Ordem da Liberdade.
António Borges Coutinho morreu em Lisboa a 3 de Fevereiro de 2011.
A notícia do seu falecimento seria notícia de última página, no canto superior direito do Açoriano Oriental. O voto de pesar pelo seu falecimento na Assembleia Legislativa Regional dos Açores não seria aprovado por unanimidade, tendo votado a favor o PS, o PSD, o Bloco de Esquerda e o PPM, e tendo-se abstido os cinco deputados do PP, por decisão do seu líder regional, Artur Lima. Curiosamente, o voto de pesar pelo falecimento de Jorge do Nascimento Cabral, do PSD, o único deputado assumidamente separatista que teve assento no parlamento regional, havia sido aprovado por unanimidade no ano anterior.